# 羽咋バイパス
羽咋バイパス（はくいバイパス）は、石川県羽咋市を横断する、全長約7.4 km（キロメートル）の国道415号バイパスである。

## 概要
羽咋市の市街地渋滞を回避することおよび、のと里山海道千里浜ICと能越自動車道氷見ICへのアクセス道路という性格を兼ね備えている。

### 路線データ
- 起点 - 石川県羽咋市兵庫町（国道249号・石川県道232号若部千里浜インター線交点）
- 終点 - 石川県羽咋市神子原町
- 全長 - 7.4 km
- 道路規格 - 第3種第3級
- 車線数 - 2車線
- 幅員 - 8.5 m
  - 車線幅員 - 3.0 m
- 設計速度 - 50 km/h

## 歴史
- 1996年度（平成8年度） - 事業化。
- 2006年（平成18年）4月1日 - 羽咋市中川町 - 羽咋郡宝達志水町杉野屋（国道159号交点）間、供用開始。
- 2009年（平成21年）3月30日 - 羽咋市兵庫町（国道249号交点） - 羽咋市土橋町間、供用開始。
- 2009年（平成21年）9月30日 - 羽咋市土橋町 - 宝達志水町二口間、供用開始[2]。
- 2010年（平成22年）3月28日 - 宝達志水町二口 - 宝達志水町杉野屋間、供用開始。1期区間（延長3.7 km）開通[3]。
- 2010年（平成22年）10月29日 - 1期区間に並行する旧道が一般国道415号の区域から除外され、羽咋市中央町ア175番1地先 - 羽咋市兵庫町午5番1地先および羽咋郡宝達志水町杉野屋れ18番1地先から羽咋市宇土野町イ7番1地先間を区域に編入[4]。
- 2023年（令和5年）10月28日 - 宝達志水町杉野屋 - 羽咋市神子原町間、供用開始。全線開通[5][6][7]。

## 路線状況

### 主要構造物
- 兵庫大橋
- 立開新橋
- 西太田橋
- はたふく橋
- 羽咋トンネル
- 福水新橋

## 地理

### 交差する道路
- 石川県道232号若部千里浜インター線・兵庫町交差点
- 国道249号・兵庫町交差点
- 国道159号（羽咋道路：予定）
- 国道159号（現道）・杉野屋北交差点
- 羽咋広域農道